# دلتا بيرك
دلتا بيرك ماكراني (مواليد 30 يوليو 1956) ممثلة ومنتجة ومؤلفة أمريكية. من عام 1986 إلى عام 1991، لعبت دور سوزان شوغاربيكر في المسلسل الكوميدي "تصميم النساء" على قناة سي بي إس، والذي رُشِّحت عنه لجائزة إيمي مرتين لأفضل ممثلة رئيسية في مسلسل كوميدي.

## نشأتها
وُلدت بيرك في 30 يوليو 1956 في أورلاندو، فلوريدا، لأم عزباء تُدعى جين. تبناها فريدريك بيرك، وهو سمسار عقارات من أورلاندو، بعد زواجه من والدتها. لم تلتقِ بوالدها البيولوجي قط. لدى لبيرك شقيقان أصغر منها هم جوناثان وجينيفر.
تخرجت بيرك من مدرسة كولونيال الثانوية عام 1974، وحصلت على لقب "الأكثر حظًا في النجاح" في فئة الكبار. في عام 1972 فازت بلقب ملكة جمال اللهب من إدارة إطفاء أورلاندو، ثم أصبحت ملكة جمال اللهب على مستوى الولاية. في عامها الأخير في المدرسة الثانوية، فازت بلقب ملكة جمال فلوريدا لعام 1974؛[6] وكانت أصغر حاملة لقب ملكة جمال فلوريدا في تاريخ مسابقات الجمال. حصلت بيرك على منحة دراسية للمواهب من منظمة ملكة جمال أمريكا، مما أتاح لها الالتحاق ببرنامج دراسي لمدة عامين في أكاديمية لندن للموسيقى والفنون المسرحية.

## روابط خارجية
- دلتا بيرك في قاعدة بيانات الأفلام على الإنترنت
- دلتا بيرك في تيرنر كلاسيك موفيز
- دلتا بيرك في قاعدة بيانات برودواي على الإنترنت